# Rafael Río Cuadrillero
Rafael Rio Cuadrillero (Madrid, 25 de mayo de 1964) es un deportista español conocido por sus logros en Jiu-Jitsu participó en campeonatos del Mundo y de Europa por la Ju-Jitsu International Federation alcanzando como mejor calificación la medalla de Bronce en el Campeonato del Mundo en Italia 1994. Ha sido también Campeón de Europa en 1991 y en seis ocasiones medallista en campeonatos de Europa y nueve veces campeón de España. Es cinturón negro 4º Dan de Judo y cinturón negro 5º Dan en Jiu-Jitsu, así como maestro nacional y árbitro nacional en ambas disciplinas.

## Biografía
Empezó con el Judo en 1978 con 14 años de edad y en Jiu-Jitsu en 1983 con 19 años. En 1984 fue componente del Equipo de Judo Madrileño Junior.  Durante el Servicio militar quedó Medalla de Bronce en el Campeonato de España del Ejército de Tierra. En 1984 empezó también con Full Contact, Muay Thai y Tai-Jitsu y más tarde con el Karate.  Cuando tenía 30 años empezó también Kick boxing y Boxeo. A la edad de 22 años comenzó a competir en Jiu-Jitsu y se convirtió en miembro del Equipo Nacional desde 1986 hasta 1998, se retiró de la competición por un accidente de moto que le produjo una subluxacion acromioclavicular. Fue el primer español en conseguir una medalla en un campeonato de Europa y hasta su retidada también fue el competidor que más medallas tenía en el Mundo en Jiu-Jitsu. Después de su retirada siguió como profesor de musculación, clases colectivas y personal trainer. También trabajo como actor y modelo de pasarela, publicidad y tv. Actualmente se dedica a la organización de eventos deportivos y RR.PP.

## Graduación y Educación
- Cinturón Negro 4º Dan de Judo
- Maestro Entrenador Nacional de Judo
- Árbitro Nacional de Judo
- Cinturón Negro 5º Dan de Jiu-Jitsu
- Maestro Entrenador Nacional de Jiu-Jitsu
- Árbitro Nacional de Jiu-Jitsu
- Experto en Defensa Personal
- Profesor de Musculación
- Monitor de Aerobic
- Profesor de Educación Física
- Masajista Deportivo

## Palmarés
Medalla de Bronce y 5º clasificado en el Campeonato del Mundo en el Sistema de Lucha en los años 1994 y 1998.
Campeón de Europa en el Sistema de Lucha en el año 1991, 3 veces Subcampeón de Europa en los años 1990, 1992, 1995 y 3 veces medalla de Bronce en el Campeonato de Europa en los años 1986, 1987, 1988.
Nueve veces Campeón de España de Jiu-Jitsu en el Sistema de Lucha en los años 1986, 1987, 1988, 1990, 1991, 1992, 1994, 1995, y 1998.

### Internacionales
- Medalla de Bronce en el Campeonato de Europa en Madrid, España en el año 1986 -85 kg.
- Medalla de Bronce en el Campeonato de Europa en Perugia, Italia en el año 1987 -85 kg.
- Medalla de Bronce en el Campeonato de Europa en Estocolmo, Suecia en el año 1988 -85 kg.[1][2]
- Subcampeón de Europa en el Sistema de Lucha en Bolonia, Italia en el año 1990 +82 kg.
- Campeón de Europa en el Sistema de Lucha en Salamanca, España en el año 1991 +82Kg.
- Subcampeón de Europa en el Sistema de Lucha en Walldorf, Alemania en el año 1992 +82 kg.
- Campeón del Mundo por Equipos en el Sistema de Lucha en Cento, Italia en el año 1994
- Medalla de Bronce en el Campeonato del Mundo en el Sistema de Lucha en Cento, Italia el año 1994 +92 kg.
- Subcampeón de Europa en el Sistema de Lucha en Atenas, Grecia en el año 1995 -92Kg.
- 5º clasificado en el Campeonato del Mundo en el Sistema de Lucha en Berlín, Alemania en el año 1998 -94 kg.

### Nacionales
- Campeón de España de Jiu-Jitsu en el año 1986 -85 kg.
- Campeón de España de Jiu-Jitsu en el año 1987 -85 kg.
- Campeón de España de Jiu-Jitsu en el año 1988 -85 kg.[3]
- Campeón de España de Jiu-Jitsu en el Sistema de Lucha en el año 1990 +82 kg.
- Campeón de España de Jiu-Jitsu en el Sistema de Lucha en el año 1991 +82 Kg.
- Campeón de España de Jiu-Jitsu en el Sistema de Lucha en el año 1992 +82 kg.
- Medalla de Bronce en el Campeonato de España de Jiu-Jitsu en el Sistema de Lucha en el año 1993 +82 kg.
- Campeón de España de Jiu-Jitsu en el Sistema de Lucha en el año 1994 +92 kg.
- Campeón de España de Jiu-Jitsu en el Sistema de Lucha en el año 1995 -92Kg.
- Subcampeón de España de Jiu-Jitsu en el Sistema de Lucha en el año 1996 -92Kg.
- Campeón de España de Jiu-Jitsu en el Sistema de Lucha en el año 1998 -94 kg.

## Otras disciplinas deportivas
- Full Contact durante los años 1983, 1984, 1990 y 1994
- Muay Thai durante los años 1984 y 1985
- Tai-Jitsu durante los años 1984 y 1985
- Karate durante los años 1986, 1988, 1990 y 1994
- Taekwondo durante los años 1989 y 1990
- Kick boxing durante los años 1995 y 1996
- Boxeo durante los años 1995 y 1996

## Entrenador / Instructor
En 1984 empieza a dar clases de Judo en Colegios de donde han salido grandes competidores, incluso alguno campeón de España. En 1987 empezó también a dar clases de Jiu-Jitsu en diferentes gimnasios de Madrid.

## Apariciones en Prensa
- Diario Marca. 20 de noviembre de 1986
- Diario AS. 23 de noviembre de 1986
- Anuario FMJ. Diciembre de 1986
- Boletín informativo F.M.J. Enero de 1987
- Revista Judo Castilla y León. 2 de enero de 1987
- Diario Marca. 15 de noviembre de 1988
- Diario AS. 16 de noviembre de 1988
- Diario Mundo Deportivo. 17 de noviembre de 1988
- Diario ABC. 30 de noviembre de 1988
- Diario Mundo Deportivo. 1 de diciembre de 1988
- Revista FEJYDA CONTACT número 4. Diciembre de 1988
- Revista ENTRENO AEPD. 1989
- Revista FEJYDA CONTACT número 1. Enero de 1989
- Revista FEJYDA CONTACT número 3. Agosto de 1989
- Revista FEJYDA CONTACT. 1991
- Revista SALMANTICA SPORT número 4. Diciembre de 1991
- Revista JUDO. 1992
- Revista JUDO número 5. Abril de 1995
- Revista BODY FITNESS número 14. Octubre de 1995
- Revista JUDO número 7. Enero de 1996